# Thomas Gwyn Elger
Thomas Gwyn Empy Elger (1836-1897) fue un selenógrafo británico, uno de los más eminentes observadores lunares de la época victoriana, conocido por su mapa lunar, considerado como uno de los mejores disponibles hasta la década de 1960.

## Biografía

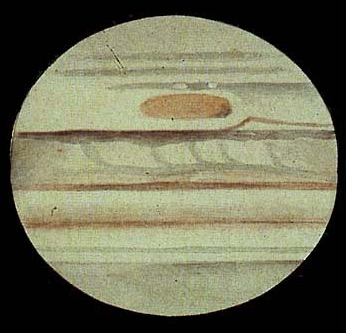
La Gran mancha roja de Júpiter según un dibujo de Thomas Gwyn Elger de noviembre de 1881. El sur aparece arriba, según la inversión producida por los telescopios.

Thomas Elger nació el 27 de octubre de 1836 en Bedford, lugar donde su familia llevaba establecida desde varias generaciones. Su padre, Thomas Gwyn Elger (1794-1841), era arquitecto y constructor. Tanto el abuelo, como el padre y el hijo estuvieron comprometidos con la política de la ciudad, y todos desempeñaron el puesto de alcalde.
Tras educarse en la Bedford School, Elger estudió en University College de Londres, dedicándose a la profesión de ingeniero civil. Participó en varios trabajos importantes, incluyendo el Ferrocarril Metropolitano de Londres y el Ferrocarril del Valle del Severn. Aun así, su anteproyecto para la construcción de un ferrocarril en Holstein fue interrumpido por la guerra con Prusia y Austria en 1864.
Poco después renunció al ejercicio activo de su profesión y se dedicó a los estudios científicos. Ya había desarrollado un gran interés por la astronomía en una edad temprana, erigiendo su primer observatorio en Bedford.
Elger trabajó con telescopio reflector de 8,5 pulgadas. Sus croquis de 1884 a 1896 están ahora en posesión de la Asociación de Astrónomos Británicos. Es recordado como un selenógrafo cuidadoso e infatigable, estando especialmente cualificado para este trabajo por sus aptitudes artísticas.
Su libro "The Moon: A full Description and Map of its Principal Physical Features" (La Luna: Una Descripción completa y Mapa de sus Principales Elementos Físicos) le hizo muy popular. Publicado en 1895, sus mapas son todavía altamente apreciados por los observadores lunares debido a su extraordinaria claridad.
El brillo visual de los distintos elementos lunares está expresado la "Escala de Albedo Lunar de Elger". Esta escala había sido establecida en 1791 por el astrónomo alemán Johann Hieronymus Schröter y fue popularizada por Elger.
Elger era miembro de varias asociaciones astronómicas, y fue elegido miembro de la Sociedad Astronómica Real el 10 de febrero de 1871. Fue uno de los miembros fundadores (en 1878) de la Sociedad Selenográfica (institución de corta vida), Presidente de la Sociedad Astronómica de Liverpool, y miembro fundador de la Asociación Astronómica Británica, en 1890, convirtiéndose el primer director de su Sección Lunar. También fue nombrado miembro honorario de la Sociedad Astronómica de Gales.
Además de su dedicación al trabajo astronómico, Elger fue un apasionado arqueólogo, y fundó la Sociedad de Historia Natural y el Club de Campo de Bedfordshire.
Thomas Gwyn Elger murió el 9 de enero de 1897, a los 60 años de edad.

## Eponimia
- El cráter lunar Elger recibió este nombre en su honor en 1912.[2]

## Lecturas relacionadas
- Johann Hieronymus Schröter: Selenotopographische Fragmente zur genauern Kenntniss der Mondfläche, ihrer erlittenen Veränderungen und Atmosphäre, sammt den dazu gehörigen Specialcharten und Zeichnungen. Lilienthal: Auf Kosten des Verfassers. 1791/1797/1802.